# Ntchisi
Ntchisi è un centro abitato del Malawi, situato nella Regione Centrale.